# Grandwood Park
Grandwood Park är en census-designated place i Lake County, i delstaten Illinois, USA. Enligt United States Census Bureau har orten en folkmängd på 5 202 invånare (2010) och en landarea på 4 km².